# 가미시오촌
가미시오촌(上塩村)은 니가타현 고시군에 설치되었던 촌이다. 현재의 나가오카시에 해당한다.